# Cotingidae
Famille
Les Cotingidae (ou cotingidés) sont une famille de passereaux constituée de 24 genres et 64 espèces.

## Liste alphabétique des genres
D'après la classification de référence (version 5.2, 2015) du Congrès ornithologique international (ordre alphabétique) :
- Ampelioides (1 espèce)
- Ampelion (2 espèces)
- Carpodectes (3 espèces)
- Carpornis (2 espèces)
- Cephalopterus (3 espèces)
- Conioptilon (1 espèce)
- Cotinga (7 espèces)
- Doliornis (2 espèces)
- Gymnoderus (1 espèce)
- Haematoderus (1 espèce)
- Lipaugus (7 espèces)
- Perissocephalus (1 espèce)
- Phibalura (2 espèces)
- Phoenicircus (2 espèces)
- Phytotoma (3 espèces)
- Pipreola (11 espèces)
- Porphyrolaema (1 espèce)
- Procnias (4 espèces)
- Pyroderus (1 espèce)
- Querula (1 espèce)
- Rupicola (2 espèces)
- Snowornis (2 espèces)
- Tijuca (2 espèces)
- Xipholena (3 espèces)
- Zaratornis (1 espèce)

## Liste des espèces
D'après la classification de référence (version 5.2, 2015) du Congrès ornithologique international (ordre phylogénique) :